# Radawnica (gromada)
Radawnica – dawna gromada, czyli najmniejsza jednostka podziału terytorialnego Polskiej Rzeczypospolitej Ludowej w latach 1954–1972.
Gromady, z gromadzkimi radami narodowymi (GRN) jako organami władzy najniższego stopnia na wsi, funkcjonowały od reformy reorganizującej administrację wiejską przeprowadzonej jesienią 1954 do momentu ich zniesienia z dniem 1 stycznia 1973, tym samym wypierając organizację gminną w latach 1954–1972.
Gromadę Radawnica z siedzibą GRN w Radawnicy utworzono – jako jedną z 8759 gromad na obszarze Polski – w powiecie złotowskim w woj. koszalińskim na mocy uchwały nr 43/54 WRN w Koszalinie z dnia 5 października 1954. W skład jednostki weszły obszary dotychczasowych gromad Radawnica, Bielawa, Kamień, Franciszkowo i Grudna ze zniesionej gminy Radawnica, a także obszar dotychczasowej gromady Krzywa Wieś (bez części lasu należącego do Nadleśnictwa Lędyczek) oraz południowa część dotychczasowej gromady Dawnica (do granicy Nadleśnictwa Dawnica, przejętego przez PGR Grodno) ze zniesionej gminy Łąkie w tymże powiecie. Dla gromady ustalono 17 członków gromadzkiej rady narodowej.
31 grudnia 1959 do gromady Radawnica włączono wieś Nowy Dwór ze zniesionej gromady Stare Dzierżążno w tymże powiecie.
31 grudnia 1971 do gromady Radawnica włączono wieś Kiełpin ze zniesionej gromady Łąkie w tymże powiecie.
Gromada przetrwała do końca 1972 roku, czyli do kolejnej reformy gminnej. 1 stycznia 1973 w powiecie złotowskim reaktywowano gminę Radawnica, do której równocześnie przyłączono pozbawiony praw miejskich Lędyczek. Gminę Radawnica zniesiono 1 stycznia 1977.